# NGC 6006
NGC 6006 est une lointaine galaxie elliptique (lenticulaire ?) située dans la constellation du Serpent. Sa vitesse par rapport au fond diffus cosmologique est de 10 587 ± 8 km/s, ce qui correspond à une distance de Hubble de 156,2 ± 10,9 Mpc (∼509 millions d'al). NGC 6006 a été découverte par l'astronome allemand Albert Marth en 1864.
NGC 6006 est une galaxie dont le noyau brille dans le domaine de l'ultraviolet. Elle est inscrite dans le catalogue de Markarian sous la cote MRK 862 (MK 862).